# Константін Лулудіс
Константін Лулудіс  (англ. Constantine Louloudis, 15 вересня 1991) — британський веслувальник, олімпійський чемпіон та медаліст, чемпіон світу.

## Виступи на Олімпіадах
| Олімпіада          | Дисципліна                        | Місце |
| ------------------ | --------------------------------- | ----- |
| Лондон 2012        | вісімка розстібна зі стерновим    | 3     |
| Ріо-д-Жанейро 2016 | четвірка розстібна без стернового | 1     |

## Зовнішні посилання
- Досьє на sport.references.com [Архівовано 13 грудня 2012 у Wayback Machine.]